# Cipete (Curug)
Cipete is een bestuurslaag in het regentschap Serang van de provincie Banten, Indonesië. Cipete telt 4062 inwoners (volkstelling 2010).